# Theofánisz Gékasz
Theofánisz Gékasz (görög betűkkel: Θεοφάνης Γκέκας; Lárisza, 1980. május 23. –) görög válogatott labdarúgó, edző.

## Pályafutása

### Klubcsapatban
1998-ban az AE Lárisza csapatánál kezdte pályafutását. 2001-ben a GS Kallithea játékosa lett. 44 mérkőzésen 23 gólt szerzett. 2005 januárjában 200 000 €-ért a Panathinaikósz Athén csapatába igazolt. 47 mérkőzésen 23 gólt szerzett, a 2004-2005-ös görög bajnokság gólkirálya lett. 2006 nyarán 500 000 €-ért a VfL Bochum csapatába igazolt. 35 mérkőzésen 22 gólt lőtt, a 2006-2007-es Bundesliga gólkirálya lett. 2007 nyarán 4 700 000 €-ért leigazolta a Bayer 04 Leverkusen csapata. 66 mérkőzésen 17 gólt lőtt. 2009 februárjában kölcsönadták az FC Portsmouth csapatának, ahol csak egy mérkőzésen lépett pályára. 2010 januárjába a Hertha BSC-hez igazolt fél évre. 2010 nyarán az Eintracht Frankfurt játékosa lett. 52 mérkőzésen szerzett 27 gólt. 2012 januárjában a török Samsunspor csapatába igazolt. 12 meccsen 8 gólt lőtt.2016. február 1.-én a svájci FC Sionhoz szerződött.
2016. december 14-én a török Sivasspor a hivatalos honlapján jelentette be Gékasz szerződtetését. 2018 nyaráig szól.

### A válogatottban
78 válogatott mérkőzésen szerzett 24 gólt. 2009-ben egy Lettország elleni világbajnoki selejtezőn 4 gólt lőtt. Két Európa-bajnokságon és két világbajnokságon képviselte hazáját.